# Dödsstraff i USA

Karta som visar hur lagstiftningen ser ut för respektive jurisdiktion gällande dödsstraffet.
Ingen lag för dödsstraff
Lagligt, men anses strida mot författningen
Har inte använts sedan 1976
I bruk sedan 1976

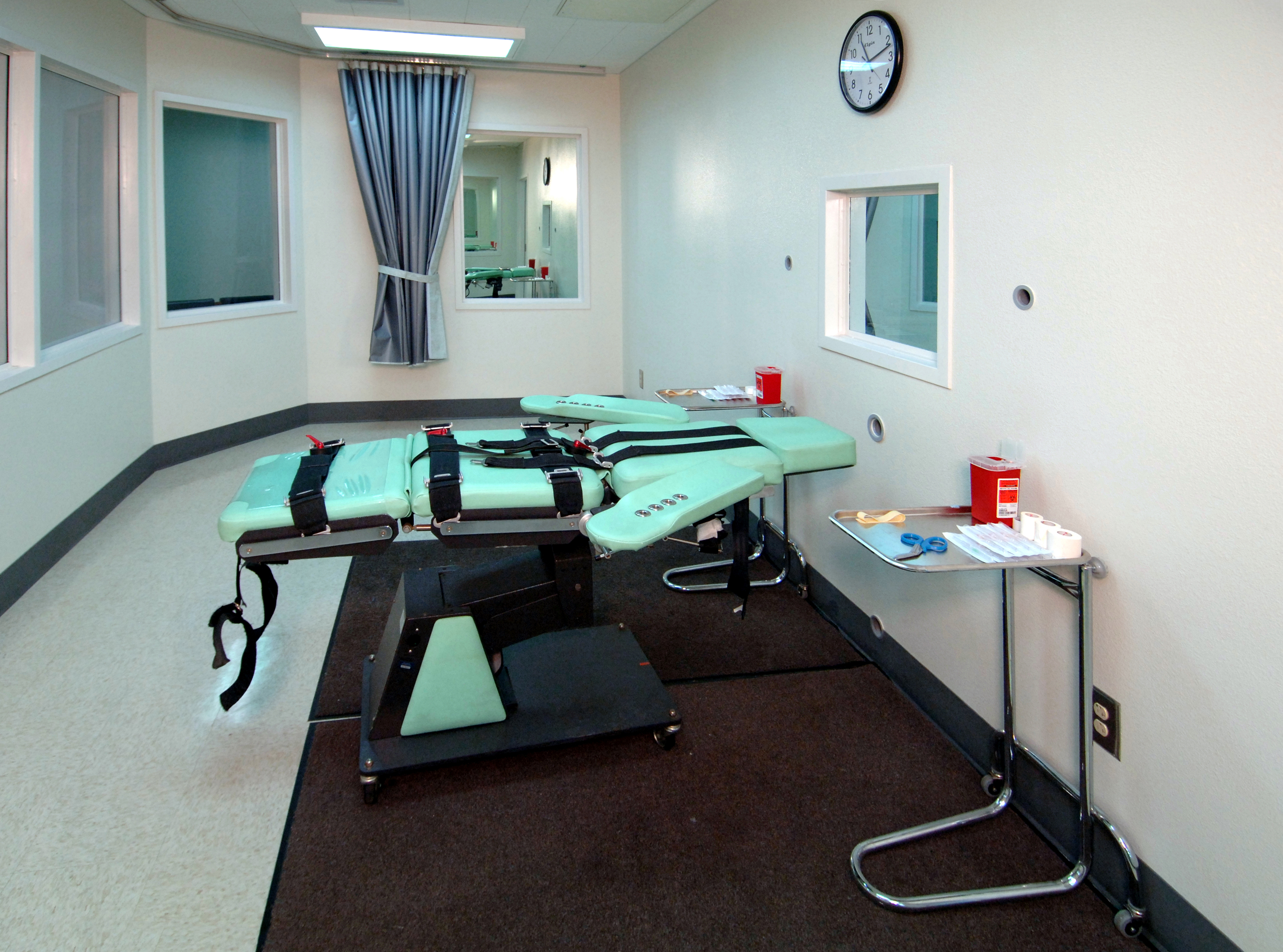
Ett rum för giftinjektion i San Quentin-fängelset. Så här ser oftast ett rum ut för avrättningar i USA idag.

Dödsstraffet i USA har varit omdebatterat. Drygt 15 000 människor tros ha avrättats i USA sedan 1608, varav drygt 1 100 sedan dödsstraffet åter togs i bruk 1976 efter nio års uppehåll. 1972, efter ett femårigt moratorium, konstaterade landets högsta domstol, att dödsstraffet inte var förenligt med den amerikanska konstitutionen, vilket i praktiken innebar att dödsstraff inte kunde utdömas som brottspåföljd. En viktig kritik var att tillämpningen uppfattades som godtycklig. Men 1976 hade flera delstater stramat upp reglerna för hur en rättegång som behandlade ett åtal som kunde leda till dödsstraff skulle genomföras. Högsta domstolen lät sig nöja med detta och sedan dess är dödsstraffet återinrättat som straffpåföljd för brott i USA. Det är sedan 1977 (då den sista avrättningen verkställdes i Frankrike) den enda stat i västvärlden som utdömer dödsstraff, även om ytterligare ett fåtal demokratier (Japan, Indien, Taiwan, Botswana och Indonesien) regelbundet verkställer avrättningar.
Ungefär en tredjedel av alla dödsdomar som utdelas i USA leder slutligen till avrättning. 18 av de 35 delstater som tillämpar dödsstraff (2009) har verkställt tio dödsdomar eller fler under de senaste trettio åren. Texas är den delstat som oftast tillämpar straffet och har verkställt nästan hälften av alla avrättningar under denna period, samtliga genom giftinjektion, som delstaten som första jurisdiktion i världen antog i lagboken 1977 och i praktiken 1982.
Den 2 december 2005 klockan 2.15 lokal tid avrättades den tusende fången sedan dödsstraffet åter togs i bruk 1976. Det var Kenneth Lee Boyd i North Carolina som avrättades med en giftinjektion. Han dömdes mot sitt nekande för ett flertal mord 1988.
Dödsstraff finns som laglig straffpåföljd i 33 av USA:s 50 delstater. Av dessa är det dock en minoritet som regelbundet tillämpar dödsstraffet. Till de 33 delstaterna räknas exempelvis Nebraska, vars högsta domstol ogiltigförklarat den enda avrättningsmetod som delstatens grundlag tillåter. Kalifornien, med ca 38 miljoner invånare, har genomfört sammanlagt tretton avrättningar sedan 1976 och i New York satt en ensam fånge i dödscell i över trettio år innan benådning formellt utverkades.
Då dödsstraffet är en mycket radikal strafform har dödsstraffets allmänpreventiva effekter studerats av kriminologer, sociologer med flera. Resultaten har inte varit helt entydiga, men det mesta tyder på att denna yttersta form av bestraffning inte fungerar som avskräckning. Avskräckning fungerar endast i brottspreventivt syfte i de fall där gärningsmannen är kalkylerande och rationell, varför avskräckning inte fungerar på grova våldsbrottslingar. De flesta av de grövsta våldsbrotten begås av individer som är påverkade av droger eller är under inverkan av starka känslor. Samtliga avrättningar har sedan tidigt 1960-tal gällt mord (dödsstraff för övriga civila brott, t.ex. våldtäkt, ogiltigförklarades 2008).

## Historia
| Stat | Avrättningar sedan 1976 (t.o.m. 2 mars 2009) | Avrättade 2008 |
| --- | -------------------------------------------- | -------------- |
| Texas (2012) | 435                                          | 12             |
| Virginia (2011) | 103                                          | 4              |
| Oklahoma (2012) | 89                                           | 2              |
| Missouri (2011) | 66                                           | 0              |
| Florida (2012) | 67                                           | 2              |
| Georgia (2011) | 44                                           | 4              |
| North Carolina (2006) | 43                                           | 0              |
| Alabama (2012) | 40                                           | 0              |
| South Carolina (2011) | 41                                           | 3              |
| Louisiana (2010) | 27                                           | 0              |
| Arkansas (2005) | 27                                           | 0              |
| Arizona (2012) | 23                                           | 0              |
| Ohio (2012) | 28                                           | 2              |
| Indiana (2009) | 19                                           | 0              |
| Delaware (2005) | 14                                           | 0              |
| Illinois (1999) | 12                                           | 0              |
| Nevada (2006) | 12                                           | 0              |
| Kalifornien (2006) | 13                                           | 0              |
| Mississippi (2012) | 10                                           | 2              |
| Utah (2010) | 6                                            | 0              |
| Maryland (2005) | 5                                            | 0              |
| Washington (2010) | 4                                            | 0              |
| Pennsylvania (1999) | 3                                            | 0              |
| Federala myndigheter (2003) | 3                                            | 0              |
| Nebraska (1997) | 3                                            | 0              |
| Kentucky (2008) | 3                                            | 0              |
| Montana (2006) | 3                                            | 0              |
| Oregon (1997) | 2                                            | 0              |
| Tennessee (2009) | 5                                            | 0              |
| Idaho (2012) | 3                                            | 0              |
| Connecticut (2005; avskaffat) | 1                                            | 0              |
| Colorado (1997) | 1                                            | 0              |
| New Mexico (2001) Straffet avskaffades 18 mars 2009, dock ej för brott begångna dessförinnan. | 1                                            | 0              |
| Wyoming (1992) | 1                                            | 0              |
| New Jersey (1963; avskaffat) | 0                                            | 0              |
| Kansas (1965; avskaffat) Straffet förklarades grundlagsstridig 17 december 2004. | 0                                            | 0              |
| USA:s försvarsmakt (1961) | 0                                            | 0              |
| New York (1963; avskaffat) Straffet förklarades grundlagsstridigt 24 juni 2004 och har sedermera avskaffats. | 0                                            | 0              |
| South Dakota (2007) | 1                                            | 1              |
| New Hampshire (1939) En person sitter i dödscell sedan 2008, Michael Addison, för mord på poliskonstapel Michael Briggs 2006. Den sista avrättningen ägde rum 1939 och delstatens galge har sedermera rivits. Nyare faciliteter för avrättningar saknas, liksom planer att bygga sådana. | 0                                            | 0              |
| Vermont (1954) Endast som teknikalitet enligt Vermontstrafflagen § 3401, för förräderi. Dödsstraffet avskaffades i realiteten för mord 1964, och för de sista kategorierna av ordinarie brott (mord på polis eller fångvaktare) 1987. Metod vid senaste juridiska avrättning var elektriska stolen, men faciliteter antas saknas och lagen föreskriver ej hur straffet kan gå i verkställighet. | 0                                            | 0              |
| USA totalt | 1130                                         |                |
| Inga bestämmelser gällande dödsstraff: Alaska (1950), Hawaii (1947), Iowa (1962/1963 (fed. avr.)), Maine (1885), Massachusetts (1947), Michigan (1837/1938 (fed. avr.)), Minnesota (1906), New Mexico (2001), North Dakota (1905), Rhode Island (1845), Vermont (1954), West Virginia (1959), Wisconsin (1851), District of Columbia (1961) och Puerto Rico (1927).                             |                                              |                |

Den enskilt största avrättningen i USA:s historia var när 38 siouxindianer, som funnits skyldiga till våldtäkt och mord under Dakotakriget (1862), avrättades den 26 december 1862 i Mankato i Minnesota. Avrättningen skedde genom samtidig hängning från en gemensam galge. Scenen finns bland annat med i dramatiserad form som en av slutscenerna av Jan Troells epos Nybyggarna.
Dödsstraffet avskaffades i mitten av 1800-talet i Wisconsin, Michigan och Rhode Island och omkring sekelskiftet i Maine, Minnesota och North Dakota. Förutom en federal avrättning i Michigan på 1930-talet har ingen av dessa stater använt det sedan dess. Under 1940- till 1960-talet minskade antalet avrättningar till noll (se statistik nedan) och upphörde i praktiken i Iowa, New Jersey, New York, Kansas, New Hampshire, Vermont och Massachusetts (samt i Connecticut, där det använts en gång sedan dess och därefter avskaffats). New Hampshire är den enda av dessa stater som för närvarande har straffet i lagboken, men delstaten har inte verkställt någon avrättning sedan 1939.

### Dödsstraffet förklaras grundlagsvidrigt
1972 fastslog USA:s högsta domstol (HD) i fallet Furman mot Georgia att dödsstraff inte var förenligt med konstitutionens åttonde och fjortonde tillägg. Åttonde tillägget säger att "grymma och ovanliga straff" inte är tillåtna. Det är en skrivelse som är hämtad från brittisk lagstiftning.

#### Fjortonde grundlagstillägget
Fjortonde tillägget kom till efter inbördeskriget och innebar att även svarta invånare i USA hade samma medborgerliga rättigheter som vita, vilket var en direkt konsekvens av slaveriets avskaffande. Det fjortonde tillägget innebar dock mer än så: bland annat att staten måste ta hänsyn till en persons samtliga rättigheter och inte bara en del av dem när staten berövar en person livet, friheter eller ägande. Det hela har tolkats som ett sätt att låta rättsväsendet och inte lagstiftaren garantera grundläggande fri- och rättigheter.
Vidare innehåller fjortonde tillägget en rättviseklausul (equal rights clause) som i korta ordalag innebär att en person ska dömas och behandlas rättvist i enlighet med gällande lag. Fjortonde tillägget förde också med sig något mer fundamentalt: nämligen att individen har samma rättigheter gentemot den federala statsmakten som delstatsstyrena. Innan fjortonde tillägget kom till skyddade konstitutionen individen bara gentemot den federala statsmakten. Vilken praktisk betydelse den här skrivningen har haft är dock omtvistat.

#### Godtycklighet
Högsta domstolens beslut att förbjuda dödsstraffet 1972 baserades på det faktum att det fanns en godtycklighet i hur och när dödsstraff dömdes. I synnerhet verkade det finnas rent rasistiska skillnader och det stred mot konstitutionens fjortonde tillägg. Då hade inga avrättningar verkställts sedan 1967. Hundratals dödsdömda fångar benådades i samband med att dödscellerna tömdes efter utslaget 1972, bland dem Charles Manson och dennes anhängare. De allra flesta erhöll livstids fängelsestraff istället. Ironiskt nog har avskaffandet av obligatoriska dödsdomar (till exempel vid fällande dom för mord) enligt kritiker lett till en ökad godtycklighet, då det helt överlämnats åt domare och/eller juryer att bestämma om påföljd i det enskilda fallet, samtidigt som en rad individer efter återinförandet 1976 dömts till döden för brott begångna före 1972.

#### Oenig rätt
Högsta domstolen slog fast i målet Furman mot Georgia, att dödsstraffet inte var förenligt med konstitutionens åttonde och fjortonde tillägg, men de nio domarna var långt ifrån eniga. Fyra reserverade sig helt mot beslutet, och de övriga fem kunde inte enas om på vilka grunder domen byggde. Två av domarna (White och Stewart) uteslöt till exempel inte konstitutionellt dödsstraff, utan var mer bekymrade över godtyckligheten i utdömandet av dödsstraff. Stewart och Douglas var båda bekymrade över den rasism och diskriminering som omgav många dödsstraffdomar. Bara domarna Marshall och Brennan var bestämda på punkten att alla former av dödsstraff stred mot konstitutionens åttonde tillägg genom att vara "grymma och ovanliga". Eftersom domarna inte kunde enas fullt ut, gjordes bara ett kort uttalande om att dödsstraffet inte var förenligt med konstitutionen.

#### Resultat
Resultatet av HD:s prejudicerande dom blev inte att dödsstraffet försvann. Istället började delstaterna arbeta på att få bort den godtycklighet som omgav dödsstraffet. Bland annat förbjöds uttryckligen "obligatoriskt" dödsstraff, något som emellertid bara New York hade kvar i sin lagstiftning, medan övriga lämnat ärendet åt antingen jury eller domare att besluta. Andra delstater införde en ny typ av process som byggde på en delad huvudförhandling. Det innebar att huvudförhandlingen delades upp i en första del där själva åtalet skulle prövas och en andra del där påföljden skulle fastställas.

### Dödsstraffet återinförs
När högsta domstolen 1976 beslutade att åter tillåta dödsstraff byggde det på målet Gregg mot Georgia. Det slogs fast att rättegångsförfarandet skall vara delat för att dödsstraff ska kunna utdömas:
- Först skall själva åtalspunkten, i vars straffskala dödsstraff måste ingå, avgöras
- Endast om personen befinns skyldig skall straffpåföljd utdömas

I den andra delen ska dessutom alla förmildrande omständigheter, inklusive gärningsmannens tidigare brottshistoria och karaktär, tas i beaktande.
Utifrån dessa riktlinjer fann HD att Georgia, Florida och Texas uppfyllde kraven, men att North Carolina och Louisiana inte gjorde det. Dessutom fastslogs det att obligatoriskt dödsstraff skulle avskaffas, vilket emellertid redan skett efter att ha varit begränsat till Washington DC (där dödsstraffet sista gången användes 1957) och New York, där det i praktiken avskaffades under 1960-talet.
HD slog 2008 fast att dödsstraff bara kan komma ifråga när det gäller mord (first-degree murder). Dödsstraffet är därmed i praktiken avskaffat för våldtäkt och andra brott som i vissa delstater är belagt med dödsstraff. Några undantag finns: dels kan dödsstraffet utdömas för förräderi, spionage, terroristbrott och andra brott under militär jurisdiktion, dels möjliggör nuvarande lagstiftning dödsstraff för kidnappningsbrott där offret dött i fångenskap utan att gärningsmannen handgripligen mördat denna.

### Efter 1976
Första avrättningen efter att HD återinförde dödsstraffet skedde den 17 januari 1977, då Gary Gilmore ställdes framför en exekutionspatrull i Utah. Verkställandet lät dock vänta på sig till följd av de många överklagandena. Fram till 1984 avrättades bara tio personer utöver Gilmore, som hade frånsagt sig alla rättigheter till omprövning och användande av habeas corpus-principen.
Sedan 1996, då Clintonadministrationen antog  Antiterrorism and Effective Death Penalty Act har avrättandet effektiviserats. En ny maxpunkt nåddes 1999 med 98 avrättningar, den högsta siffran sedan tidigt 1950-tal (då befolkningstalet emellertid var lägre och antalet stater som använde det fler). Texas har avrättat flest (en tredjedel av alla dödsstraffångar sedan 1976, eller 385 per den 8 mars 2007). Det är delstaterna som har stått för i princip alla avrättningarna. De federala myndigheterna har bara avrättat tre personer år 2001 och 2003. Kalifornien har störst antal människor som väntar på avrättning, men delstaten har avrättat endast tretton personer sedan 1976, den senaste i januari 2006. Dessa rättegångar beräknas ha kostat Kalifornien över en miljard dollar, varför det erhållit kritik från såväl abolitionister som anhängare av dödsstraff för att inte vara tillräckligt effektivt eller över på något sätt bidragit till en minskning av brottsligheten.
Högsta domstolen har gjort några mindre inskränkningar i när dödsstraff kan utdömas. 2002 slog domstolen fast i fallet Atkins mot Virginia, att avrättning av en efterbliven person är "grymt och ovanligt" jämlikt konstitutionens åttonde tillägg. 2005 fastslog också HD i fallet Roper mot Simmons, att en person som var under arton år när brottet begicks inte kan dömas till döden. Detta omfattas uttryckligen i FN:s barnkonvention, i en paragraf USA har undertecknat.
Av de 38 delstater som återinförde straffet har Kansas, New Jersey, New York och New Hampshire ej genomfört avrättningar sedan 1960-talet, och New Jersey och New York har sedermera avskaffat det åter, medan straffet förklarats okonstitutionellt i Kansas. Även Connecticut, som under återinförandet verkställde en avrättning (2005) har sedermera avskaffat det. I Nebraska avskaffades dödsstraffet i praktiken då samtliga metoder förklarades okonstitutionella av högsta domstolen, varefter giftinjektion emellertid godtagits av domstolarna och delstatsförsamlingen. Inga avrättningar har verkställts sedan 1990-talet. Samtliga delstater som har dödsstraffet i sin rättsbalk använder sig av giftinjektion; ett fåtal har sekundära metoder (gas, elektricitet eller hängning) i händelse av att fången skulle föredra någon av dessa och/eller om giftinjektioner skulle förklaras olagliga.
Icke-amerikanska läkemedelsbolag som tillverkar droger som används vid giftinjektioner (främst kaliumklorid och pentobarbital) har i ökad utsträckning vägrat exportera dessa till delstater där de skulle kunna användas för att verkställa dödsstraff. Sedan flera delstater fått brist på dessa läkemedel har debatten om metod på nytt vitaliserats. Vissa delstater har infört en enda drog istället för den vanliga blandningen av natriumtiopental-pankuriombromid-kaliumklorid i tre steg. I januari 2014 testade Ohio under en stor kritikstorm en ny drog vid avrättningen av Dennis McGuire, vilket enligt vittnen ledde till över 25 minuters lidande innan livstecken upphört. Politiker i Wyoming och Missouri har presenterat förslag om att införa arkebusering som alternativ i händelse att brist på läkemedel skulle göra giftinjektioner omöjliga. Utah tillåter retroaktivt skjutning för individer som dömts före 2004; den senaste ägde (efter fången Ronnie Lee Gardners preferens) rum 2010. Vissa delstater tillåter elektrifiering eller gasning på fångens begäran (med giftinjektion som primärmetod); den senare har emellertid inte använts på många år.
Delstaten Connecticut avskaffade dödsstraffet för framtida brott år 2012, men behöll det då för redan dömda och brott begångna innan denna lag stiftats. Den 13 augusti 2015 avskaffades dödsstraffet även retroaktivt av Connecticuts högsta domstol. Alla dödsdömda fångar döms istället automatiskt till livstids fängelse.

## Antal avrättningar efter årtal
| 1789 | 34  |
| 1800 | 25  |
| 1850 | 41  |
| 1900 | 99  |
| 1935 | 197 |
| 1950 | 83  |
| 1965 | 7   |
| 1967 | 2   |
| 1977 | 1   |
| 1979 | 2   |
| 1981 | 1   |
| 1982 | 2   |
| 1985 | 18  |
| 1990 | 23  |
| 1995 | 56  |
| 1999 | 98  |
| 2000 | 85  |
| 2001 | 65  |
| 2005 | 60  |
| 2011 | 43  |

Åren 1968-1976, 1978 och 1980 genomfördes inga avrättningar.

### Notförteckning
1. 1 2  ”Death Penalty Policy By State” (på engelska). Death Penalty Information Center. Arkiverad från originalet den 21 mars 2009. https://web.archive.org/web/20090321011142/http://www.deathpenaltyinfo.org/death-penalty-policy-state. Läst 21 mars 2009.
2. ↑  Sarnecki 2009, s. 430 "I sin extrema form kan straffet utgöra ett hot mot individens liv. Åtskilliga forskare, t.ex. Sellin (1959), Ehrlich (1977), McGahey (1980), Bowers & Pierce (1975) och Archer m.fl. (1983), har ägnat intresse åt dödsstraffets allmänpreventiva effekter. Resultaten varierar, men huvudintrycket är att den yttersta formen av allmänprevention troligen inte fungerar. Bergqvist (2000) påpekar emellertid att både studier som stödjer dödsstraffets allmänpreventiva effekter och studier som hävdar att dösstraffet ökar våldet genom att brutalisera samhället lider av stora metodologiska problem. Inte heller svenska data tycks stödja tesen om dödsstraffets avskräckande effekt. Detta visas av Hofer (1985), som har studerat antalet mord, dråp och misshandel med dödlig utgång som rapporterats i Sverige före och efter avskaffandet av dödsstraffet. Som nämnts kan avskräckningen endast fungera under förutsättning att den presumtive lagöverträdaren är någorlunda rationell och gör någon form av riskkalkyl. Därför är det kanske, trots allt, inte helt rimligt att studera effekter av avskräckningen på grova våldsbrott. Många av dessa brott begås under inverkan av starka känslor. Gärningsmännen är oftast alkohol- eller drogpåverkade eller har av andra skäl svårt att kontrollera sina handingar.".
3. ↑  ”Death Penalty Information Center” (på engelska). Arkiverad från originalet den 23 december 2007. https://web.archive.org/web/20071223145715/http://www.deathpenaltyinfo.org/article.php?scid=8&did=186. Läst 21 mars 2009.
4. ↑  ”Number of Executions by State and Region Since 1976” (på engelska). Death Penalty Information Center. http://www.deathpenaltyinfo.org/. Läst 21 mars 2009.
5. ↑  https://legislature.vermont.gov/statutes/section/13/075/03401
6. ↑  "... cruel and unusual punishments ..."
7. ↑  Mark Berman (13 augusti 2015). ”Connecticut Supreme Court says the death penalty is unconstitutional and bans executions for inmates on death row” (på engelska). Washington Post. http://www.washingtonpost.com/news/post-nation/wp/2015/08/13/connecticut-supreme-court-says-the-death-penalty-is-unconstitutional-banning-it-for-remaining-inmates-on-death-row/. Läst 16 augusti 2015.
8. ↑  http://www.deathpenaltyinfo.org/documents/ESPYstate.pdf
9. ↑  http://www.capitalpunishmentuk.org

### Källförteckning
- Sarnecki, Jerzy (2009). Introduktion till kriminologi (2). Lund: Studentlitteratur. Libris 11459715. ISBN 978-91-44-04858-1